# Konno (wieś)
Konno, Konna (biał. Конна; ros. Конно) – wieś na Białorusi, w obwodzie grodzieńskim, w rejonie zelwieńskim, w sielsowiecie Zelwa.
Na północ od Konna znajdowała się niegdyś osada Konno, obecnie zaorana.
W dwudziestoleciu międzywojennym miejscowość leżała w Polsce, w województwie białostockim, w powiecie wołkowyskim, w gminie Zelwa. 16 października 1933 utworzyła gromadę Konno I (z miejscowościami Konno, Głuchowszczyzna i Obruby) w gminie Zelwa. Po II wojnie światowej weszła w struktury ZSRR.